# Imelda May
Imelda May, sz.: Imelda Mary Clabby (Dublin, 1974. július 10. –) ír bluesénekesnő, dalszerző. Sokhangszeres előadó.

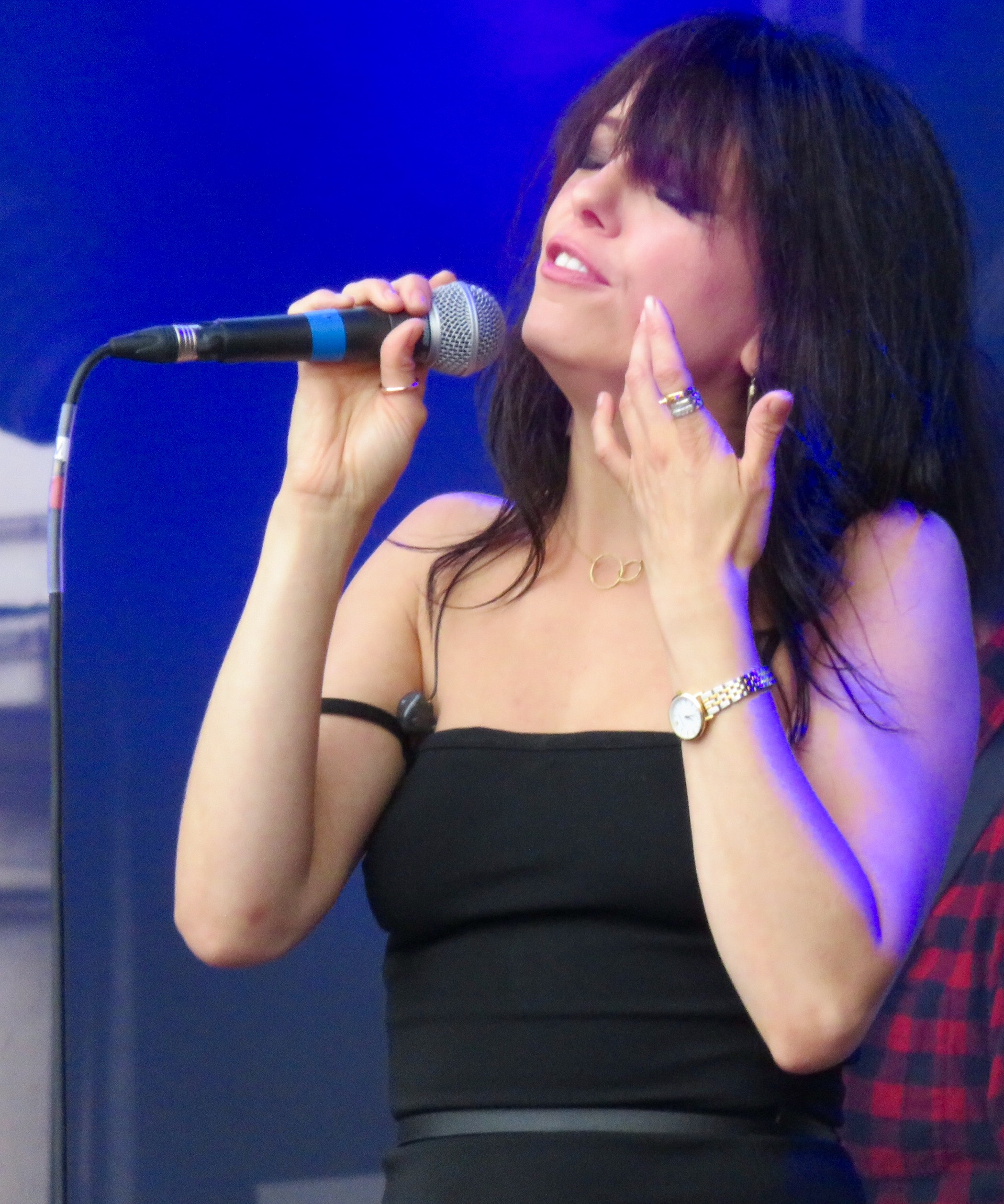

## Pályakép
Eredeti tehetségű zenész. Elsősorban énekes, de játszik, gitáron, basszusgitáron, tamburinon is.
Az Ír Köztársaságban, Dublinban született. Tizenhat évesen kezdte a zenei pályát egy zenekarral, és 2002-ben hozta létre saját együttesét, amellyel kiadta első stúdióalbumát (No Turning Back). Aztán férjhez ment, és Londonba költözött.
Teljesen összetört a szíved? Na, akkor most már nyomhatod a bluest.
May 2022. március 9-én este fellépett a Night for Ukraine-ban, az észak-londoni Roundhouse-ban tartott adománygyűjtő akcióban, hogy segítsék az Ukrajnából az orosz inváziót követően elmenekülteket.

## Lemezei

### Stúdióalbumok
- No Turning Back, 2005
- Love Tattoo, 2008
- Mayhem, 2010
- Mike Sanchez and His Band Featuring Imelda May, 2012
- Tribal, 2014
- Life Love Flesh Blood, 2017
- 11 Past the Hour, 2021

### Kislemezek
- Johnny Got a Boom Boom (Decca/Universal, 2008)
- Big Bad Handsome Man (Decca/Universal, 2008)
- Psycho (Decca/Universal, 2008)
- Mayhem (Decca/Universal, 2010)
- Kentish Town Waltz (Decca/Universal, 2010)
- Inside Out (Decca/Universal, 2011)
- This Is Rockabilly (2015)